# Arnaud Gauthier-Rat
Arnaud Gauthier-Rat (Saint-Maurice, 22 oktober 1996) is een Frans beachvolleybalspeler.

## Carrière
Gauthier-Rat vormde van 2014 tot en met 2017 een team met Arnaud Loiseau. Het eerste jaar werden ze vijfde bij de WK onder de 19 in Porto en eindigden ze als negende bij de EK onder de 20 in Cesenatico. Daarnaast bereikten ze de achtste finale van de Olympische Jeugdspelen in Nanjing. Een jaar later wonnen ze zilver bij de EK onder de 20 in Larnaca. In 2016 volgden een derde plaats bij de EK onder de 22 in Thessaloniki en een negende plaats bij de WK onder de 21 in Luzern. Het jaar daarop eindigde het duo als vierde bij de EK onder de 22 in Baden en debuteerden Gauthier-Rat en Loiseau in de FIVB World Tour. Ze namen deel aan vier internationale toernooien en behaalden daarbij vier negende plaatsen.
Gedurende het seizoen 2017/18 vormde Gauthier-Rat een team met Maxime Thiercy. Bij elf toernooien in de World Tour kwamen ze tot drie vijfde plaatsen in Aalsmeer, Sydney en Montpellier. Bij de EK in Nederland verloren ze in de tussenronde van het Poolse duo Mariusz Prudel en Jakub Szałankiewicz. Vervolgens volleybalde Gauthier-Rat tot en met 2021 aan de zijde van Quincy Aye. Het eerste seizoen namen ze deel aan veertien interationale toernooien inclusief de World Tour Finals in Rome. In Montpellier behaalde Gauthier-Rat met een tweede plek zijn eerste podiumplaats in de mondiale competitie. In het seizoen 2019/20 speelde het tweetal nog drie wedstrijden, voordat de rest van het seizoen vanwege de coronapandemie werd opgeschort. Bij de EK van 2020 in Jūrmala bereikten ze de achtste finale waar ze werden uitgeschakeld door de latere kampioenen Anders Mol en Christian Sørum.
In 2021 wonnen Gauthier-Rat en Aye het FIVB-toernooi van Montpellier, maar kwamen ze bij de overige vijf internationale toernooien niet verder dan een zeventiende plaats. Bij de EK in Wenen verloren ze in de tussenronde van de Letten Mārtiņš Pļaviņš en Edgars Točs. Sinds 2022 vormt Gauthier-Rat een team met Youssef Krou. Het eerste jaar nam het duo aan tien reguliere toernooien in de Beach Pro Tour – de opvolger van de World Tour – deel. Ze eindigden onder meer als vijfde bij de Challenge-toernooien van Itapema en Torquay en wonnen het Elite16-toernooi van Torquay. Bij de WK in Rome verloren ze in de zestiende finale van de Italianen Daniele Lupo en Alex Ranghieri. Het daaropvolgende seizoen behaalden ze een tweede plaats bij het Challenge-toernooi van Itapema, een derde plaats bij het Future-toernooi van Rijsel en een vijfde plaats bij het Elite16-toernooi van Ostrava.

## Palmares
Kampioenschappen
- 2015:  EK U20
- 2016:  EK U22

FIVB World Tour
- 2019:  1* Montpellier
- 2021:  1* Montpellier

Beach Pro Tour
- 2022:  Elite16 Torquay
- 2023:  Itapema Challenge
- 2023:  Rijsel Future
- 2023:  Montpellier Future
- 2024:  Xiamen Challenge